# PMZ-A-750
La PMZ-A-750, in russo ПМЗ-А-750 , è stata la prima motocicletta di grande cilindrata prodotta in URSS prima della seconda guerra mondiale dalla fabbrica PMZ.
Il progetto di questa motocicletta iniziò nei primi anni '30 presso la NATI di Mosca dopo una richiesta del Soviet Supremo dell'Economia Nazionale. Il progettista principale era Pëtr Možarov che era il progettista responsabile della realizzazione dei prototipi delle motociclette della IŽ e che aveva avuto delle esperienze lavorative presso la BMW in Germania.
La motocicletta era dotata di un motore bicilindrico a V e si sarebbe dovuta chiamare NATI-A-750 ed inizialmente era stato previsto che la produzione sarebbe avvenuta presso gli stabilimenti della IŽ di Iževsk. Presso questo stabilimento verranno effettivamente prodotte quattro motociclette presentate il 1º maggio del 1933. Dopo le prove il Ministero per l'Industria Pesante decise di iniziare la produzione presso la Podol'skij Mechaničeskij Zavod (Industrie Meccaniche Podol'sk) che avevano sede a Podol'sk e che fino ad allora non avevano mai prodotto delle motociclette. Le prime quattro motociclette prodotte in questi stabilimenti furono pronte nel luglio del 1934. La produzione continuò fino al 1938 o, secondo altre fonti, fino al 1939 con una produzione totale di 4.600 esemplari.
Queste motociclette venivano prodotte sia in versione singola che con il sidecar ed erano destinate sia alla produzione civile sia all'Armata Rossa.